# Spinachia spinachia
Spinachia spinachia (Linnaeus, 1758), noto in italiano come spinarello di mare, è un pesce osseo marino della famiglia Gasterosteidae. È l'unica specie del genere Spinachia.

## Distribuzione e habitat
Endemico dell'Oceano Atlantico nordorientale tra il nord della Norvegia e il golfo di Guascogna compreso il mar del Nord e il mar Baltico. Assente dal mar Mediterraneo.
Strettamente litorale. Vive su fondi densamente ricoperti di alghe e nelle praterie di zostere. Può tollerare acque salmastre.

## Descrizione
Pur appartenendo alla stessa famiglia dello spinarello questa specie assomiglia apparentemente più ai pesci ago per il corpo molto allungato e il muso tubolare con bocca piccola. Il peduncolo caudale, soprattutto, è molto lungo e assottigliato. La pinna dorsale e la pinna anale sono brevi e quasi simmetriche, inserite indietro sul corpo. Sul dorso, davanti alla dorsale, sono presenti da 14 a 17 spine. La pinna caudale è piccola e arrotondata. Le pinne ventrali sono ridotte a due raggi di cui uno spinoso. Nel maschio le pinne pettorali sono più ampie che nella femmina. La colorazione è bruna o verdastra tranne che nella regione ventrale che è chiara. Il maschio nel periodo riproduttivo può avere tonalità azzurre. 
Misura al massimo 22 cm. 

## Biologia
Vive solitario o in coppie. È un pesce molto timido che passa molto tempo nascosto sebbene sia un nuotatore migliore degli altri spinarelli e dei pesci ago.

### Riproduzione
Avviene in primavera in acque basse, talvolta nella zona intertidale. Il maschio costruisce un nido con materiale vegetale cementato da una secrezione renale. La femmina vi depone fino a 200 uova dopo di che, di solito, muore. Il maschio sorveglia il nido fino alla schiusa, che avviene circa 20 giorni dopo la deposizione. La maturità sessuale viene raggiunta a un anno.

### Alimentazione
Basata su piccoli invertebrati. 

## Pesca
Privo di interesse per la pesca.